# العبودية في عمان

تجارة الرقيق الأفريقية في أفريقيا في العصور الوسطى.

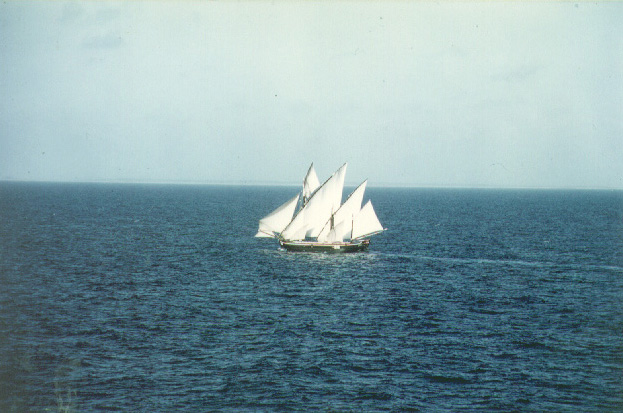
كانت المراكب الشراعية تستخدم لنقل البضائع والعبيد إلى عمان.

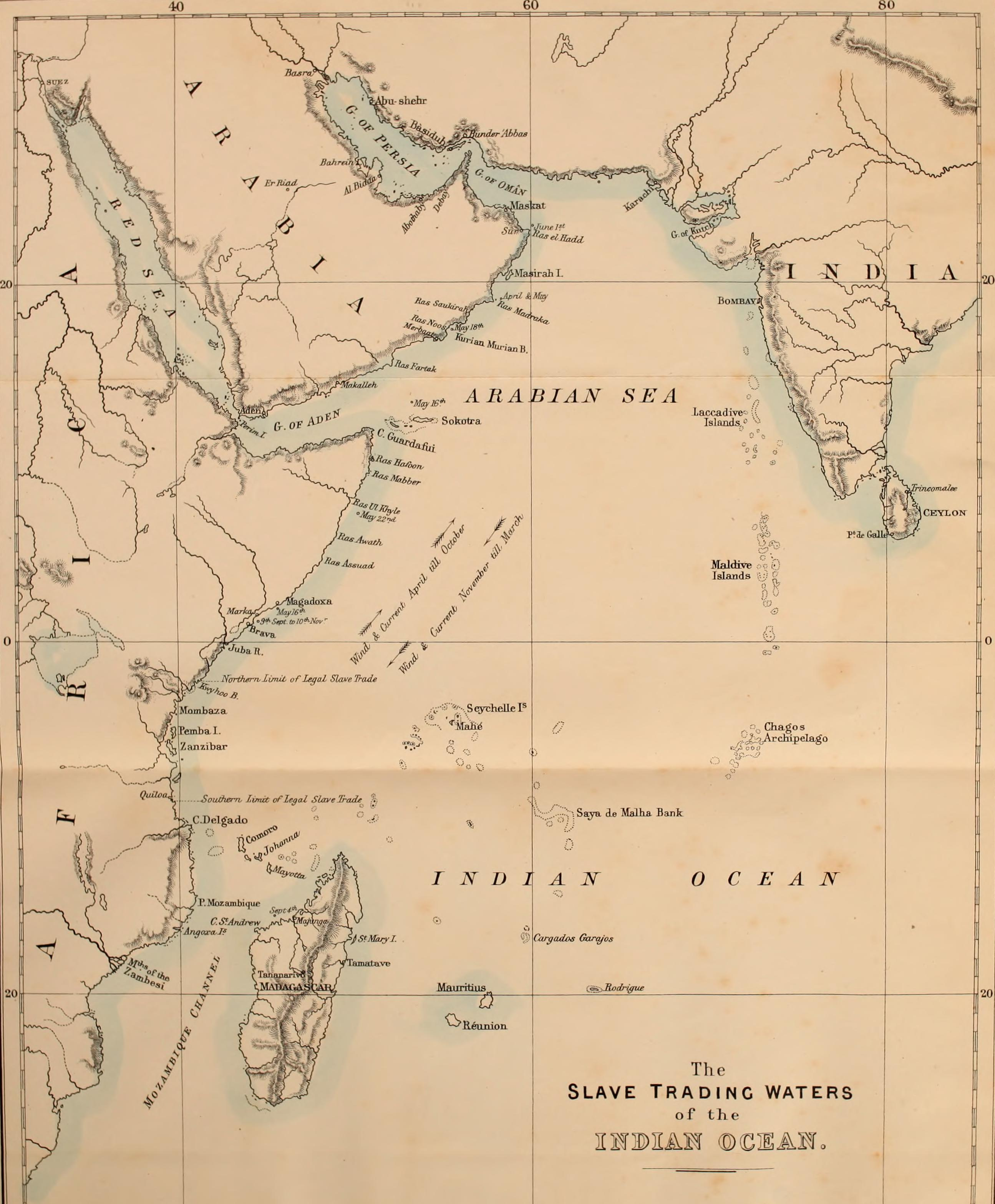
صيد العبيد في المحيط الهندي، 1873.

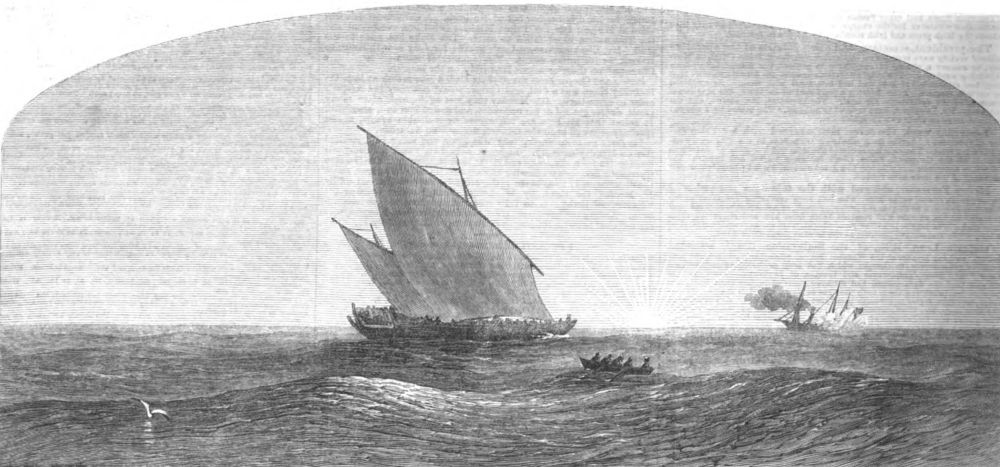
استيلاء سفينة شراعية لنقل العبيد على يد سفينة إتش إم إس بينجوين قبالة خليج عدن.

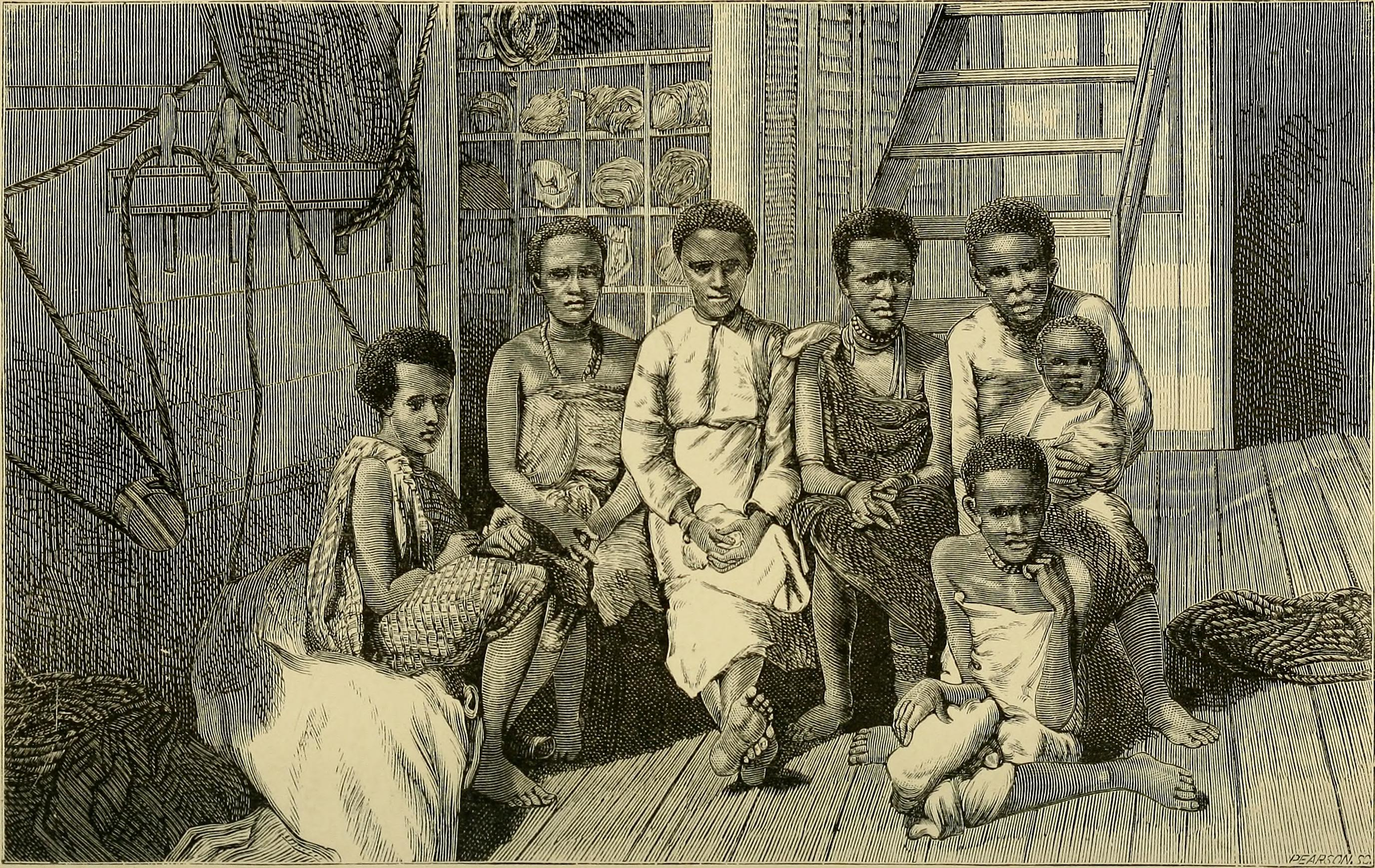
صيد العبيد في المحيط الهندي، 1873.

العبودية في عمان؛ كانت العبودية القانونية موجودة في المنطقة التي أصبحت فيما بعد عمان منذ العصور القديمة وحتى سبعينيات القرن العشرين. كانت عمان متحدة مع زنجبار منذ تسعينيات القرن السابع عشر حتى عام 1856 وكانت مركزا مهما لتجارة الرقيق في المحيط الهندي من زنجبار في شرق إفريقيا إلى شبه الجزيرة العربية وإيران وهي مركز مركزي لتجارة الرقيق الإقليمية والتي شكلت جزءا كبيرا من اقتصادها.
ألغى السلطان قابوس بن سعيد العبودية أخيرا بعد أن أطاح بوالده السلطان سعيد بن تيمور في الانقلاب العماني عام 1970 في 23 يوليو 1970. العديد من أعضاء الأقلية الأفرو عمانية هم من نسل العبيد السابقين. عندما ألغيت العبودية تم استبدالها بنظام الكفالة والذي وصف بأنه شكل حديث من أشكال العبودية.

## الإمبراطورية العمانية (1692-1856)
خلال الإمبراطورية العمانية (1692-1856) كانت عمان مركزا لتجارة الرقيق في زنجبار. كان يتم تهريب العبيد من ساحل السواحلي في شرق إفريقيا عبر زنجبار إلى عمان. ومن عمان كان يتم تصدير العبيد إلى شبه الجزيرة العربية وبلاد فارس. كانت العاصمة مسقط تسيطر على تجارة الخليج العربي وكانت مركزا لتجارة الرقيق المزدهرة وكانت قاعدة الرخاء العماني ومركز الاقتصاد الساحلي بأكمله.
كان هناك طريق ثان لتجارة الرقيق حيث كان يتم تهريب أشخاص من إفريقيا وشرق آسيا إلى جدة في شبه الجزيرة العربية فيما يتعلق بالحج إلى مكة والمدينة. وكان يتم استيراد هؤلاء العبيد من الحجاز إلى عمان.

## مسقط وعمان (1856-1970)
في عام 1856 تم تقسيم الإمبراطورية العمانية إلى سلطنة زنجبار (1856-1964) وسلطنة مسقط وعمان (1856-1970)، لكن تجارة الرقيق استمرت.

### تجارة الرقيق
بعد عام 1867 تم تقويض الحملة البريطانية ضد تجارة الرقيق في المحيط الهندي من خلال سفن العبيد العمانية التي تستخدم الألوان الفرنسية لتهريب العبيد إلى شبه الجزيرة العربية والخليج العربي من شرق إفريقيا إلى الجنوب حتى موزمبيق والتي تسامح معها الفرنسيون حتى عام 1905 عندما أمرت محكمة لاهاي الدولية فرنسا بتقييد الأعلام الفرنسية على السفن الشراعية العمانية ومع ذلك استمرت عمليات تهريب العبيد على نطاق صغير من شرق إفريقيا إلى شبه الجزيرة العربية حتى ستينيات القرن العشرين.
في عام 1873 وقع البريطانيون والسلطان تركي معاهدة ألزمت تركي بإنهاء استيراد العبيد. وقد شمل ذلك "العبيد الذين كان من المقرر نقلهم من جزء من ممتلكات السلطان إلى جزء آخر أو استخدام أراضيه لنقلهم إلى ممتلكات أجنبية. وكان أي شخص يكتشف تورطه في هذه التجارة عرضة للاحتجاز والإدانة من قبل جميع الضباط والوكلاء البحريين [البريطانيين] وكان يجب تحرير جميع العبيد الذين يدخلون ممتلكات السلطان". ألغت زنجبار اسميا تجارة الرقيق في عام 1876. ومع ذلك استمرت تجارة الرقيق عمليا وإن كان على مستوى أقل.
أصبحت تجارة الرقيق من إفريقيا أصغر في أواخر القرن التاسع عشر لكن تجارة الرقيق من الحجاز استمرت. في عام 1927 كشفت محاكمة عن منظمة لتجارة الرقيق تم فيها تهريب الأطفال الهنود من كلا الجنسين إلى عمان ودبي عبر بلاد فارس وجوادر. في الأربعينيات من القرن العشرين لوحظ طريق ثالث لتجارة الرقيق حيث تم شحن البلوش من بلوشستان عبر الخليج العربي وكان العديد منهم قد باع أنفسهم أو أطفالهم للهروب من الفقر.

### سوق العبيد: الوظيفة والظروف
كان العبيد الذكور يستخدمون في عدد من المهام: كجنود وغواصين للؤلؤ وعمال مزارع وعمال محاصيل نقدية وبحارة بحريين وعمال أرصفة وحمالين وعمال قنوات الري وصيادين وخدم منزليين بينما كانت النساء تعملن كخادمات منزليات أو محظيات. كان معظم العبيد الذكور المستوردين إلى عمان يستخدمون في الأعمال الشاقة في مزارع التمور.
كانت العبيد الإناث تستخدم في المقام الأول إما كخادمات منزليات أو محظيات بينما كان العبيد الذكور يستخدمون في المقام الأول في صناعة اللؤلؤ كغواصين لؤلؤ. في عام 1943 ورد أن الفتيات البلوش المسلمات تم شحنهن عبر عمان إلى مكة حيث كن شائعات كمحظيات حيث لم تعد الفتيات القوقازيات (الشركسيات) متاحات وتم بيعهن مقابل 350-450 دولارا.
كانت النساء الأفريقيات السود يستخدمن في المقام الأول كعبيد منزليات وليس حصريا للخدمات الجنسية بينما كانت النساء القوقازيات البيض (عادة الشركسيات أو الجورجيات) مفضلات كمحظيات (عبيد جنس) وعندما أصبح الوصول إلى طريق العبيد الرئيسي لفتيات العبيد البيض أكثر صعوبة بعد غزو روسيا للقوقاز وآسيا الوسطى في منتصف القرن التاسع عشر أصبحت النساء البلوشيات والإثيوبيات "الحمر" (الأورومو والسيدامو) الأهداف المفضلة للعبودية الجنسية. تم بيع العبيد غير الأفريقيات في الخليج العربي حيث تم شراؤهن للزواج وكان عدد العبيد أقل وكانوا في الغالب من الأرمن أو الجورجيين أو من بلوشستان والهند. في عام 1924 حظر القانون استعباد الفتيات البيض (عادة الأرمن أو الجورجيات) على الأراضي الكويتية ولكن في عام 1928 تم اكتشاف ما لا يقل عن 60 فتاة بيضاء.
غالبا ما كانت العبيد الإناث يستخدمن في الخدمات الجنسية كمحظيات لفترة من الوقت ثم يتم بيعهن أو تزويجهن لعبيد آخرين وكان أصحاب العبيد يرتبون الزواج والطلاق لعبيدهم وكان ذرية العبدين يصبحون عبيدا بدورهم. كان من الشائع أن يطالب أصحاب العبيد بالخدمات الجنسية للعبيد المتزوجات عندما يكون الزوج بعيدا لفترات طويلة من الزمن للصيد من أجل اللؤلؤ أو الأسماك أو العمل المماثل وكان الاعتداء الجنسي سببا شائعا يذكر عندما تتقدم العبيد الإناث بطلب العتق في الوكالة البريطانية. كان من الشائع أن يستخدم الرجال العرب الخدمات الجنسية للنساء الأفريقيات المستعبدات ولكن العبد الأفريقي الذكر الذي يمارس الجنس مع امرأة عربية محلية "من دم نقي" كان يتم إعدامه للحفاظ على شرف القبيلة والمكانة الاجتماعية بغض النظر عما إذا كان الزوجان متزوجين أم لا.
كان عدد العبيد الإناث في الخليج العربي مرتفعا أو أعلى من عدد العبيد الذكور ولكن عدد العبيد الإناث اللاتي تقدمن بطلبات للإعتاق في الوكالات البريطانية في الخليج العربي كان أقل بكثير (280 فقط من 950 حالة موثقة في الفترة 1921-1946) ويرجع ذلك على الأرجح إلى أنه في المجتمع الإسلامي في الخليج العربي حيث كانت النساء مستبعدات من العمل المأجور والحياة العامة كان من المستحيل على المرأة المحررة أن تعيش بدون حامي ذكر.
بعد إلغاء العبودية في البحرين عام 1937 وفي الكويت عام 1949 وفي المملكة العربية السعودية عام 1962 كانت لا تزال مزدهرة في عمان. بحلول هذا الوقت كان السلطان نفسه يمتلك حوالي 500 عبد ويقدر أن 150 منهم من النساء وكانوا يحتفظون بهم في قصره في صلالة وأن عددا من عبيده الذكور كانوا مشوهين جسديا بسبب سوء المعاملة.
كان السلطان سعيد بن تيمور يمتلك نحو 500 عبد من نسل العبيد الذين تم تهريبهم من أفريقيا والذين "كانوا معزولين تماما عن بقية السكان ومنعوا من الزواج أو تعلم القراءة والكتابة دون إذنه". وبعد أن بدأ العبيد في التهرب من السيطرة أصدر قانونا تم بموجبه تصنيف جميع الأشخاص من أصل أفريقي قانونيا كعبيد و"احتجز العديد من عبيده هناك وكان يستمتع بضربهم" وعندما عاش في مسقط خلال الخمسينيات من القرن العشرين "كان يجعل عبيده يسبحون في الماء تحت شرفته ثم يسلي نفسه بإطلاق النار على الأسماك من حولهم".
أفاد مراسل زار صلالة بعد خلع السلطان سعيد في عام 1970:

## النشاط الإلغائي
كانت الإمبراطورية البريطانية بعد أن وقعت على اتفاقية العبودية لعام 1926 كعضو في عصبة الأمم ملزمة بالتحقيق في العبودية وتجارة الرقيق والإبلاغ عنها ومكافحتها في جميع الأراضي الخاضعة للسيطرة المباشرة أو غير المباشرة للإمبراطورية البريطانية. وبالتالي كانت السياسة البريطانية مناهضة للعبودية لكنها في الواقع كانت مترددة في التدخل في القضايا الثقافية إذا كانت تخشى أن يتسبب تدخلها في اضطرابات. وقد اعتبر البريطانيون أن مسقط وعمان تتمتعان بعلاقة خاصة مع الإمبراطورية البريطانية.
كما كانت الحال مع بقية دول الخليج العربي اعتبر البريطانيون أن سيطرتهم على المنطقة غير كافية للقيام بشيء بشأن العبودية وتجارة الرقيق. ونصح مكتب الهند البريطاني السلطات البريطانية بأن أي محاولات لفرض أي معاهدة لمكافحة العبودية في المنطقة قد تتسبب في اضطرابات اقتصادية وسياسية لأن العبودية "متجذرة بعمق في التاريخ الديني والسياسي". وبالتالي كانت السياسة البريطانية هي طمأنة عصبة الأمم بأن المنطقة تتبع نفس معاهدات مكافحة العبودية التي وقعها البريطانيون ولكن في الوقت نفسه منع أي ملاحظات دولية للمنطقة والتي من شأنها أن تدحض هذه الادعاءات.
في عام 1929 أعرب سلطان مسقط تيمور بن فيصل عن استعداده لإلغاء العبودية ولكن من المستحيل فرض مثل هذا الحظر لأنه ادعى أنه لا يملك السيطرة الفعلية على القبائل في المناطق الداخلية العمانية والباطنة.
في عام 1932 أبلغ سلطان مسقط وعمان لجنة الخبراء المعنية بالعبودية أنه غير قادر على منع العبودية لأنه لا يملك السيطرة على "القبائل المحاربة وغير المتحضرة" في المناطق الداخلية من البلاد ولكن بحلول هذا الوقت كانت قوارب الدورية البريطانية قد قضت تقريبا على تجارة الرقيق في المحيط الهندي إلى الساحل العماني.
في عام 1936 اعترف البريطانيون أمام اللجنة الاستشارية للخبراء بشأن العبودية التابعة لعصبة الأمم بأن العبودية وتجارة الرقيق لا تزال مستمرة في عمان وقطر لكنهم زعموا أنها كانت محدودة وأن جميع العبيد الذين طلبوا اللجوء في مكتب الوكلاء البريطانيين في الشارقة منحوا العتق. في الأربعينيات من القرن العشرين كانت هناك عدة اقتراحات قدمها البريطانيون لمكافحة تجارة الرقيق والعبودية في المنطقة لكن لم يعتبر أي منها قابلا للتنفيذ.

### الإلغاء
بعد الحرب العالمية الثانية كان هناك ضغط دولي متزايد من الأمم المتحدة لإنهاء تجارة الرقيق. في عام 1948 أعلنت الأمم المتحدة أن العبودية جريمة ضد الإنسانية في الإعلان العالمي لحقوق الإنسان وبعد ذلك أشارت المنظمة الدولية المناهضة للعبودية إلى وجود حوالي مليون عبد في شبه الجزيرة العربية وهو ما يشكل جريمة ضد اتفاقية العبودية لعام 1926 وطالبت الأمم المتحدة بتشكيل لجنة للتعامل مع هذه القضية. شكلت الأمم المتحدة لجنة خاصة بالعبودية في عام 1950 مما أدى إلى تقديم الاتفاقية التكميلية لإلغاء العبودية. قدمت اللجنة الخاصة بالعبودية تقريرا عن العبودية في عمان خلال التحقيق الذي أجري في الفترة 1950-1951.
انتقدت الأمم المتحدة البريطانيين لدعمهم لسلطان عمان الذي كان معروفا بأنه مالك للعبيد لكنهم لم يرغبوا في التوقف عن القيام بذلك لأسباب اقتصادية. في عام 1951 أسس البريطانيون قوات عمان المتصالحة أو كشافة عمان المتصالحة في الشارقة لمحاربة تجارة الرقيق.
زار المراسل البريطاني جيمس موريس من صحيفة التايمز عمان في عام 1956 وأخبره القنصل البريطاني أن السلطان قد أعتق عبيده ولكن عندما سأل حراس السلطان وخدمه أجابوا بأنهم ليسوا أحرارا في المغادرة وعندما واجه موريس الممثلين البريطانيين أخبروه أن الخدم يطلق عليهم ببساطة اسم العبيد.
طلبت منظمة مكافحة العبودية الدولية من وزارة الخارجية البريطانية إدراج إلغاء العبودية كشرط لاستمرار المساعدة في عام 1958 لكنها قوبلت بالرد بأن المساعدة العسكرية لا تمنح البريطانيين الحق في مطالبة السلطان بإنهاء مؤسسة معترف بها بموجب الشريعة الإسلامية.
فضل البريطانيون والسلطان إعطاء الانطباع بأن العبودية لم تعد في الواقع قضية في عمان. استمر البريطانيون في اعتبار سلطان عمان حليفا ذا أولوية عالية في المنطقة بسبب النفط وقاعدة مصيرة الجوية وبالتالي كرهوا اهتمام الصحافة البريطانية بقضية العبودية في عمان. عندما سئلوا عن العبيد المنزليين الشائعين في عمان في عام 1963 كان الرد أن العبيد هم في الواقع "خدم غير مدفوع الأجر للعائلة ولأنهم غير مدفوع الأجر فإنهم يمثلون ثروة لأصحاب عملهم" وقد اختاروا البقاء مع أصحابهم السابقين بإرادتهم الحرة.
في حين تمت مناقشة قضية العبودية في عمان في الأمم المتحدة كانت قضية العبودية نفسها قضية حساسة للغاية بالنسبة للدول العربية الأعضاء وبالتالي ليس من السهل معالجتها.
بعد احتواء الثورة في ظفار من قبل البريطانيين في عام 1965 أدان الممثلون العرب في الأمم المتحدة البريطانيين في الأمم المتحدة في عام 1966 ولم يذكروا حقيقة أن البريطانيين تسامحوا مع العبودية في عمان والتي كانت قضية حساسة في العالم العربي بل ركزوا على الاستعمار ومع ذلك تناولت جمعية مكافحة العبودية قضية العبودية في عمان في هذا الوقت. في 23 يوليو 1970 تم عزل سلطان عمان سعيد بن تيمور في الانقلاب العماني عام 1970 وبادر خليفته قابوس بن سعيد بعدد من الإصلاحات وكان إلغاء العبودية أحدها.
تم إلغاء العبودية رسميا في عمان عام 1970. العديد من أعضاء الأقلية الأفرو عمانية هم من نسل العبيد السابقين.

## العبودية الحديثة
عندما تم إلغاء العبودية التقليدية تم استبدالها بنظام الكفالة والذي تم وصفه بأنه شكل حديث من أشكال العبودية.

### نظام الكفالة
في عمان يتم تنظيم نظام الكفالة بموجب قانون الإقامة الأجنبية والقوانين المصاحبة بينما يتم تطبيق النظام من قبل وزارة القوى العاملة وشرطة عمان السلطانية. وفقا لقانون العمل العماني لعام 2003 يحتاج صاحب العمل إلى تصريح صادر عن وزارة القوى العاملة من أجل استيراد العمال الأجانب. علاوة على ذلك يحظر على العمال المهاجرين العمل لصالح صاحب عمل آخر. يضع قانون العمل مسؤولية العامل المهاجر على عاتق صاحب العمل. كما يحدد قانون عام 2003 شروط عقد العمل بالإضافة إلى حقوق والتزامات كل من أصحاب العمل والعمال المهاجرين بما في ذلك توفير المرافق الطبية ووسائل النقل المناسبة والحد الأدنى للأجور من قبل مجلس الوزراء. بالإضافة إلى ذلك إذا رغب عامل مهاجر في تغيير صاحب العمل فيجب على الموظف الحصول على شهادة عدم ممانعة من صاحب العمل.
في عام 2011 أفادت التقارير أن عمان أبلغت مجلس حقوق الإنسان التابع للأمم المتحدة بأنها تدرس بدائل لنظام الكفالة. ومع ذلك لا يزال نظام الكفالة قائما حتى اليوم. كانت التعديلات التشريعية على قوانين العمل العمانية قيد النظر في أواخر عام 2016. كما أعلنت وزارة القوى العاملة في عام 2016 إلغاء شهادة عدم الممانعة الإلزامية.

## دور سلطنة عمان في القضاء على العبودية
يُعد الاتجار بالبشر شكلا من أشكال العبودية الحديثة التي تنطوي على تجنيد الرجال والنساء والاطفال عن طريق الخداع أو الإكراه لغرض الاستغلال.
وغالبًا ما يتم نقل ضحايا الاتجار بالبشر عبر الحدود الدولية ليتم استغلالهم بعيدا عن اوطانهم.
والاتجار بالبشر مشكلة عالمية حيث يُقدر عدد ضحاياه بنحو 25 مليون ضحية في كل من الدول المتقدمة والبلدان الأقل نموا.
أما أكثر أشكال الاتجار بالبشر شيوعا فتشمل استغلال العمالة بما فيها المنزلية والاستغلال الجنسي.
وتعمل وزارة الخارجية بالشراكة مع اللجنة الوطنية لمكافحة الاتجار بالبشر ومع الادعاء العام وشرطة عمان السلطانية ووزارة التنمية الاجتماعية ووزارة العمل ووزارة العدل والشؤون القانونية للتعامل مع هذه المشكلة الدولية.